# 007 문레이커
《007 문레이커》(Moonraker)는 1979년 영국에서 개봉한 영화이다.

## 줄거리
영국에 대여된 드랙스 인더스트리의 문레이커 우주왕복선이 수송 중 공중에서 납치당하고, 수송기는 파괴되지만 왕복선 잔해는 발견되지 않는다. MI6는 제임스 본드에게 사건 조사를 맡긴다. 본드는 영국으로 향하던 중 암살자 조스에게 공격받아 비행기에서 떨어지지만, 간신히 낙하산을 구해 살아남는다. 캘리포니아의 드랙스사 우주왕복선 제조 시설에서 본드는 회사 소유주인 휴고 드랙스와 그의 부하 창을 만난다. 또한 우주비행사 홀리 굿헤드를 만나고, 원심분리기 안에서 암살 시도도 겪는다. 드랙스의 개인 조종사 코린 듀포는 본드가 베니스에서 만들어진 유리병 설계도를 찾도록 돕지만, 발각되어 드랙스 애완견에게 살해당한다.
베니스에서 본드는 굿헤드를 다시 만나 그녀가 유리 공장 근처를 탐색하는 것을 목격하고 드랙스 부하들에게 추격당한다. 밤에 공장을 재조사하던 본드는 비밀 생물학 연구실을 발견하고, 유리병이 인간에게 치명적인 신경가스를 담을 용기임을 알게 된다. 창과의 싸움 끝에 본드는 그를 죽이고, 드랙스가 작전을 리우데자네이루로 옮기고 있다는 증거를 발견한다. 굿헤드가 CIA 요원임을 알게 된 본드는 연구실에서 빼돌린 유리병을 MI6에 보내 분석하게 하고, 휴가를 핑계로 리우데자네이루로 향한다.
리우 카니발과 슈가로프 산 케이블카에서 조스의 공격을 받은 본드는 가까스로 살아남는다. 케이블카 추락 후 조스는 구조된 후 돌리와 사랑에 빠진다. 드랙스 군은 굿헤드를 포획하지만 본드는 탈출하고, 독소가 아마존 정글의 희귀 난초에서 추출된다는 사실을 알게 된다. 아마존 강을 따라 이동하던 본드는 드랙스 기지를 찾아낸다. 본드는 조스에게 잡혀 드랙스에게 끌려가고, 드랙스가 다른 함선 결함으로 인해 대여한 왕복선을 다시 가져왔다는 것을 알게 된다. 또한 드랙스가 인류를 말살하고 우주 정거장에서 유전자적으로 완벽한 인류를 재번식시키려는 계획을 세우고 있음을 알게 된다.
본드와 굿헤드는 발사대 아래 방에 갇히지만, 문레이커 5호의 배기구에서 가까스로 탈출하고 문레이커 6호에 조종사로 위장 침투한다. 우주 정거장에 도킹한 본드와 굿헤드는 레이더 방해 장치를 무력화하고, 미국은 우주 해병대를 파견해 정거장을 습격한다. 드랙스는 인류를 말살하기 위한 신경가스 구체를 발사하려 하고, 본드는 조스를 설득하여 드랙스에 대항하게 한다. 드랙스의 군대와 본드, 조스, 그리고 해병대 사이의 전투에서 드랙스는 우주로 쫓겨나 죽고, 본드는 굿헤드와 함께 신경가스 구체를 파괴한 후 지구로 귀환한다. 조스와 돌리는 탈출 포드에서 구조된다. 본드와 굿헤드가 무중력 상태에서 사랑을 나누는 모습이 영상으로 송출되어 MI6에 충격을 안겨준다.

## 출연

### 주연
- 로저 무어

### 조연
- 로이스 차일스
- 마셀 론데일
- 리차드 키엘
- 콜린 클레이

## 기타
- 원작자: 이안 플레밍
- 협력프로듀서: 윌리엄 P. 카트리지
- 미술: 켄 애덤
- 미술: 안톤 펄스트
- 의상: 자크 폰테레이

## 한국어 더빙 성우진(KBS)
- 양지운 - 제임스 본드 (로저 무어)
- 정미경 - 굿 헤드 (로이스 차일스)
- 임종국 - M (버나드 리)
- 온영삼 - Q (데스몬드 레웰인)
- 유지영 - 머니페니 (루이스 맥스웰)
- 박상일
- 김창주
- 이호인
- 박규웅
- 서윤석
- 이승주
- 유동균
- 은미
- 신소윤
- 이주연